# Kerava
Kerava (švédsky Kervo) je město v jižním Finsku, 27 km severně od Helsinek.

## Historie
Kerava se oddělilo od Tuusuly v roce 1924 a obdrželo status městyse. V roce 1970 se Järvenpää stalo městem.